# 宮崎大学教育学部附属小学校
宮崎大学教育学部附属小学校（みやざきだいがくきょういくがくぶ ふぞくしょうがっこう）は、宮崎県宮崎市花殿町にある国立小学校である。宮崎大学教育学部の附属小学校である。
2016年（平成28年）4月の学部名改称により、1999年（平成11年）以来17年ぶりに「宮崎大学教育学部附属小学校」の名称に戻った。
宮崎県内では唯一の国立小学校である。

## 概要
歴史
1893年（明治26年）に宮崎県尋常師範学校附属小学校として創立。1949年（昭和24年）の新制宮崎大学発足により、その附属校となった。数回の改称を経て2016年（平成28年）に現校名となった。2013年（平成25年）に創立120周年を迎えた。
児童・学級の構成
全校児童の3分の1は附属幼稚園からの内部進学生である。入試は学力検査と、その合格者による抽選によって行われる。校区は宮崎市の一部。
特別支援学級「いちょう学級」を有している。宮崎大学には附属特別支援学校がないため、同大学の教育文化学部学校教育課程特別支援教育コースの学生は附属小学校・附属中学校の特別支援学級で教育実習を行う。
校章
笹の葉を背景にして、校名の「附」の文字を置いている。

## 沿革
前史
- 1887年（明治20年）4月 - 宮崎町立宮崎小学校を宮崎県尋常師範学校の附属小学校として代用。

正史
- 1893年（明治26年）4月 - 代用附属校を解消し、「宮崎県尋常師範学校附属小学校」が設立される（現在の附属中学校の位置）。
- 1898年（明治31年）4月 - 「宮崎県師範学校附属小学校」に改称。
- 1935年（昭和10年）4月 - 「宮崎県女子師範学校附属小学校」が設立される（現在の宮崎公立大学の位置）。
- 1941年（昭和16年）4月1日 - 国民学校令が施行される。尋常科を初等科に改める。
  - 「宮崎県師範学校附属国民学校」・「宮崎県女子師範学校附属国民学校」に改称。
- 1943年（昭和18年）4月1日 - 師範教育令の改正により、師範学校と女子師範学校が統合され、官立宮崎師範学校となる。
  - 「宮崎師範学校男子部附属国民学校」・「宮崎師範学校女子部附属国民学校」に改称。
- 1945年（昭和20年）- 空襲により、校舎を焼失。以後分散授業を余儀なくされる。
- 1947年（昭和22年）4月1日 - 学制改革（六・三制の実施）が行われる。
  - 附属国民学校の初等科が改組され、「宮崎師範学校男子部附属小学校」・「宮崎師範学校女子部附属小学校」となる。
  - 附属国民学校の高等科が改組され、「宮崎師範学校男子部附属中学校」・「宮崎師範学校女子部附属中学校」（新制中学校）となる。
- 1948年（昭和23年）4月1日 - 男子部と女子部が統合され「宮崎師範学校附属小学校」となる。
- 1949年（昭和24年）5月31日 - 新制宮崎大学の発足により「宮崎大学宮崎師範学校附属小学校」と改称。
- 1951年（昭和26年）
  - 4月1日 - 宮崎師範学校の廃止により、「宮崎大学学芸学部附属小学校」と改称。
  - この年 - 木造モルタル2階建ての校舎が完成。
- 1952年（昭和27年）4月 - 特別学級として複式学級1学級を設置。
- 1953年（昭和28年）- 運動場を整備。
- 1955年（昭和30年）3月31日 -  複式学級を廃止。
- 1958年（昭和33年）- 講堂兼体育館が完成。
- 1961年（昭和36年）- プールが完成。
- 1964年（昭和39年）- 鉄筋コンクリート造3階建ての校舎が完成。
- 1965年（昭和40年）4月1日 - 特殊学級（1学級）を設置し、「いちょう学級」と呼称。
- 1966年（昭和41年）4月1日 - 学部名の改称により「宮崎大学教育学部附属小学校」と改称。
- 1969年（昭和44年）- 特殊学級校舎（いちょう校舎）が完成。 南校舎改築のため、北校舎・体育館・特殊学級校舎（後に附属幼稚園・附属中学校でも）で分散授業を行う。
- 1970年（昭和45年）- 南校舎が完成。
- 1982年（昭和57年）- 西校舎が完成。
- 1993年（平成5年）- 創立100周年記念式典を挙行。
- 1996年（平成8年）- 新体育館が完成。
- 1999年（平成11年）4月1日 - 学部名の改称により「宮崎大学教育文化学部附属小学校」と改称。コンピュータによる図書管理システムを導入。
- 2004年（平成14年）4月1日 - 国立大学の法人化が行われる。
- 2008年（平成20年）- いちょう学級が本校舎へ移転。
- 2009年（平成21年）- 耐震改修工事が完了。
- 2016年（平成28年）4月1日 - 学部名の改称により「宮崎大学教育学部附属小学校」（現校名）に改称[1]。

## 生活科発祥の地
小学校低学年の科目の一つである生活科の研究校として、1984年度から1986年度にかけて指定されたのに伴い、小学校1・2年の社会科・理科を廃し、試験的に「生活科」と称した科目を導入して、平和台公園の探検など体験的な学習が行われた。その後1989年に正式に「生活科」が小学校1・2年の科目としてスタートした。
また、全国の小中学校の総合学習にもいち早く取り組み、総合学習の発展に大きく貢献した。1998年前後にはケナフの植栽やケナフを取り扱った活動を全国に発信した。

## 著名な出身者
- 浅香唯 - 歌手・タレント
- 神戸蘭子 - モデル・タレント
- 安田英主 - ピアニスト
- 河井案里 - 元参議院議員（※当選無効）、元広島県議会議員

## 交通
最寄りの鉄道駅
- JR九州 日豊本線 「宮崎駅」・「宮崎神宮駅」

最寄りのバス停
- 宮崎交通 「花殿町」バス停

最寄りの幹線道路
- 国道10号
- 宮崎県道26号宮崎須木線

## 周辺
- 宮崎大学教育学部附属中学校
- 宮崎公立大学
- 宮崎和知川原郵便局
- 宮崎市中央保健所
- 宮崎県中央福祉こどもセンター
- 宮崎県医師会館
- 宮崎市立西池小学校
- 宮崎市立江平小学校
- 宮崎市立宮崎西中学校
- 宮崎県福祉総合センター